# Stenus bifoveolatus
Stenus bifoveolatus – gatunek chrząszcza z rodziny kusakowatych i podrodziny myśliczków (Steninae).
Gatunek ten został opisany w 1827 roku przez Leonarda Gyllenhaala.
Chrząszcz o biało owłosionym, smukłym ciele długości od 3,5 do 4,5 mm. Czułki są jasne z wyjątkiem 1–2 członów nasadowych. Przedplecze jest co najwyżej trochę dłuższe niż szersze, pozbawione jest podłużnej bruzdy środkowej. Początkowe tergity odwłoka mają pośrodku części nasadowych płaskie, ząbkowane listewki. Odnóża są ubarwione czarnobrunatnie. Krótkie i szerokie tylne stopy są co najwyżej trochę dłuższe od połowy goleni. Czwarty człon stóp jest wycięty sercowato, a trzeci słabo i zatokowato.
Owad palearktyczny, rozprzestrzeniony od Francji na zachodzie oraz północnych Włoch i Rumunii na południu przez środkową i północną Europę po północną Syberię, Turkmenistan i Zakaukazie. Zasiedla pobrzeża wód, obszary bagienne i torfowiska, gdzie przebywa w kępach torfowców i turzyc.